# Ludwig Averkamp
Ludwig Averkamp (ur. 16 lutego 1927 w Velen, zm. 29 lipca 2013 w Hamburgu) – niemiecki duchowny rzymskokatolicki, w latach 1995-2002 arcybiskup metropolita Hamburga, a wcześniej biskup diecezjalny Osnabrücku (1987-1994).

## Życiorys
Święcenia kapłańskie przyjął 10 października 1954, udzielił ich mu Ettore Cunial, ówczesny biskup pomocniczy diecezji rzymskiej. Następnie został inkardynowany do swojej rodzinnej diecezji Münster. 18 stycznia 1973 papież Paweł VI mianował go biskupem pomocniczym diecezji, ze stolicą tytularną Tapsos. Sakry udzielił mu 24 lutego 1973 Heinrich Tenhumberg, ówczesny biskup diecezjalny Münster. 7 listopada 1985 papież Jan Paweł II przeniósł go na stanowisko biskupa koadiutora Osnabrück. 9 września 1987 został biskupem diecezjalnym Osnabrück, zaś 27 września 1987 odbył ingres do tamtejszej katedry. 24 października 1994 został mianowany arcybiskupem metropolitą Hamburga, ingres odbył się 7 stycznia 1995. 16 lutego 2002 osiągnął biskupi wiek emerytalny (75 lat) i tego samego dnia odszedł z urzędu. Od tego czasu pozostawał arcybiskupem seniorem.